# LoliRock
LoliRock je francouzský animovaný televizní seriál, vysílaný od 18. října 2014 na stanici France 3 a později na stanici France 4.
Seriál LoliRock vypráví o třech princeznách, které mají za úkol ochránit Ephedii, ale na Zemi se také dobře baví tím, že hned v první epizodě se rozhodnou založit svou kapelu LoliRock, hned poté co najdou Iris díky konkurzu z poslechu špatných zpěvaček a hned ji pak vysvětlí o co jde a co je vlastně zač. Od té chvíle se stanou nejlepšími kamarádkami a začnou Iris trénovat, také v první epizodě musí čelit Praxině a Menphistovi a ty je společně ve třech hned porazí, jakmile se Iris poprvé promění na princeznu. Na konci první série, v epizodě Domov se rozhodne, Izira, Talijna starší sestra poslat na zem společně s Iris, Talií a Auriannou dvě nové princezny z Calixu a Borealisu a jmenuji se Lyna a Carissa, jsou to princezny bojovnice a jsou připraveny bojovat a chránit proti zlu společně s našimi hrdinakmi Iris, Taliou a Auriannou. Ve druhé řadě se k Iris, Talii a Aurianně k nim přidají i Lyna a Carissa. 

## Obsazení
- Lisa Caruso jako Iris (český dabing: Patricie Soukupová)
- Kelly Marot jako Talia (český dabing: Rozita Erbanová)
- Léopoldine Serre jako Aurianna (český dabing: Terezie Taberyová)
- Karine Foviau jako Praxina (český dabing: Milada Vaňkátová)
- Nessym Guetat jako Menphisto (český dabing: Robert Hájek)
- Hugo Brunswick jako Nathaniel (český dabing: Daniel Krejčík)
- Magali Rosenzweig jako Teta Ellen
- Audrey Sable jako Missy Robins
- Yoann Bellot Sover jako Lev
- Gilles Morvan jako Gramorr
- Jessica Monceau jako Izira
- Julien Crumpon jako Doug
- Fanny Bloc jako Carissa
- Marie Nonnenmacher jako Lyna

## Vysílání
| Řada | Díly | Premiéra ve Francii | Premiéra ve Francii | Premiéra v ČR   | Premiéra v ČR   |
| Řada | Díly | První díl           | Poslední díl        | První díl       | Poslední díl    |
| ---- | ---- | ------------------- | ------------------- | --------------- | --------------- |
| 1    | 26   | 18. října 2014      | 29. dubna 2016      | 11. května 2015 | 26. února 2016  |
| 2    | 26   | 13. února 2017      | 2. března 2017      | nebylo vysíláno | nebylo vysíláno |
| 3    | 28   | 2025                | bude oznámeno       | bude oznámeno   | bude oznámeno   |